# Ferrocarril Urbano de Constitución
El Ferrocarril Urbano de Constitución fue un sistema de tranvías a tracción animal existente en la ciudad homónima entre 1906 y 1930.

## Historia
Mediante escrituras públicas del 16 de agosto de 1904 y 19 de enero de 1905, la Municipalidad de Constitución celebró un contrato para conceder por 30 años a Eduardo Moore el uso de terrenos públicos para construir un balneario y una línea de tranvías que conectara dicho lugar con la ciudad. Dicho contrato fue aprobado por el gobierno mediante la ley 2086 del 11 de febrero de 1908.
Hacia 1919 el tranvía contaba con 12 carros de pasajeros y 4 de carga, más el personal compuesto de 39 hombres y una mujer. Según planos de la ciudad en 1922, el recorrido del tranvía se iniciaba en la calle Rosas, frente a la estación de ferrocarriles, hasta calle Bulnes y siguiendo por esta última hasta Montt, en donde llegaba a la Plaza de Armas y continuaba por Freire hacia el oeste, donde a la altura de Rengifo viraba para enfilar hacia el balneario.
El 12 de abril de 1930 se autorizó a Alfredo Segundo de la Fuente (sucesor de la concesión otorgada a Eduardo Moore) para levantar las vías del Ferrocarril Urbano de Constitución, finalizando así sus servicios.

## Pasajeros movilizados
| Año  | Pasajeros |
| ---- | --------- |
| 1919 | 280 000   |
| 1922 | 280 500   |
| 1930 | 160 000   |